# Mrákotín (Vysočina)
Mrákotín é uma comuna checa localizada na região de Vysočina, distrito de Jihlava.